# Конденсационный колодец

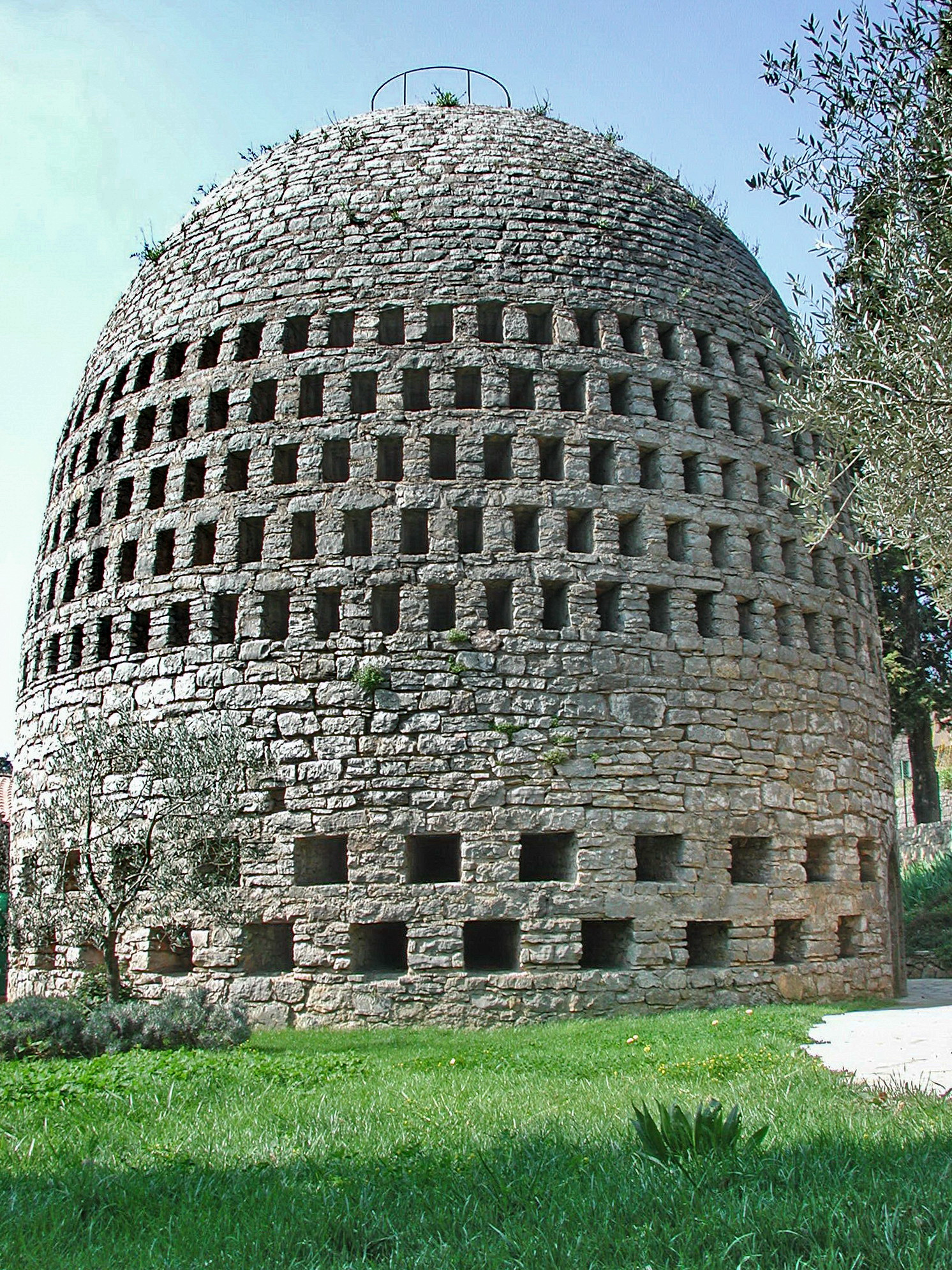
Массивный конденсационный колодец бельгийского инженера Achile Knapen в Тран-ан-Прованс.

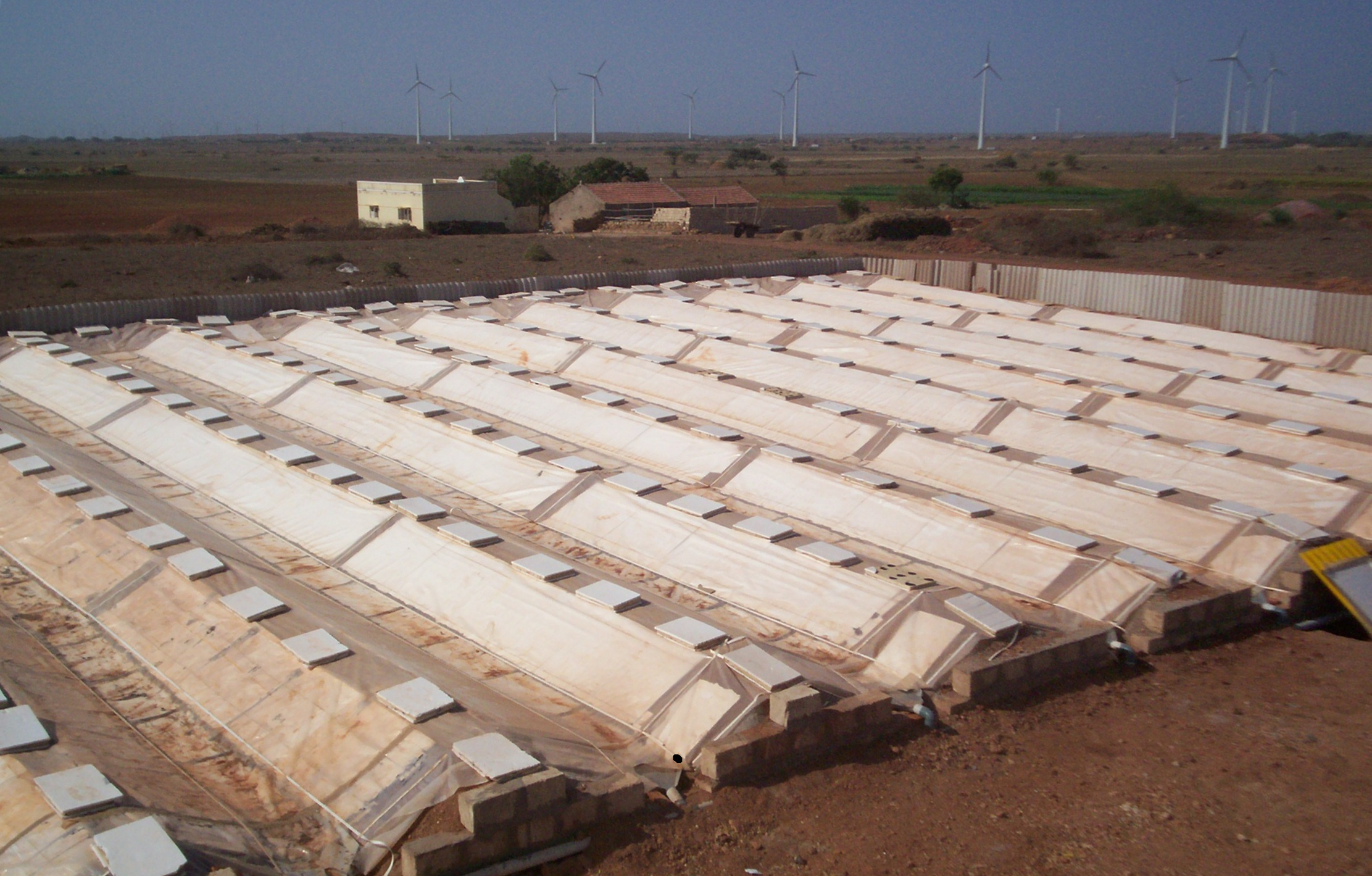
Конденсатор в Сатапаре (на 2007 год) в северо-западной Индии составлен из одиннадцати трапециевидных гребней (верх 50 см, основание 200 см, наклон сторон 30 градусов, высота 100 см, длина 20 м, 550 м²). Гребни построены поверх пологого грунта. В нижней части общая труба обеспечивает слив воды в подземное хранилище.

Конденсационный колодец — постройка башенного типа из нескреплённых камней (или подобное сооружение), которая собирает воду путём конденсации влаги из нагретого воздуха на более холодной поверхности камней в башне. Для конденсационных колодцев существует много конструкционных решений и они разнообразны, но простейшие конструкции полностью пассивны, не требуют внешнего источника энергии и не имеют движущихся частей.
Три основных конструкции, используемые для конденсационных колодцев, обозначаются как массивные, радиационные и активные:
- Массивные конденсационные колодцы: использовались в начале 20-го века, возводились целые постройки, но этот подход потерпел неудачу[3].
- Маломассивные, радиационные коллекторы: разработанные в конце 20-го века, используют ночное радиационное охлаждение и оказались намного более успешными[3].
- Активные коллекторы: собирают воду тем же способом, что и осушители; хотя конструкции этого типа работают хорошо, они требуют источник энергии, что делает их экономически нецелесообразными, за исключением особых обстоятельств. Новые инновационные проекты направлены на минимизацию энергетических потребностей активных конденсаторов или использование возобновляемой энергии[4].